# Solariella amabilis
Solariella amabilis is een slakkensoort uit de familie van de Solariellidae. De wetenschappelijke naam van de soort is voor het eerst geldig gepubliceerd in 1865 door Jeffreys.